# Imjin (rivière)
L'Imjin (en coréen : 임진강, en Corée du Sud) ou la Rimjin (en coréen : 림진강, en Corée du Nord) est une rivière de Corée du Nord et Corée du Sud. Elle coule du nord au sud, traversant la zone coréenne démilitarisée et rejoint le fleuve Han à son embouchure, en aval de Séoul, tout près de la mer Jaune.

## Géographie

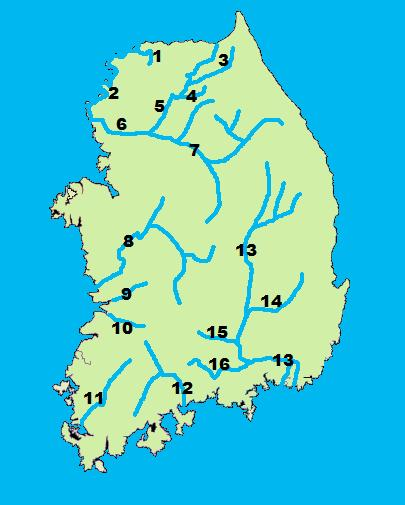
Carte des principaux cours d'eau en Corée du Sud.

- Principaux cours d'eau en Corée du Sud :

|    | Nom                 | hangul | hanja  |
| -- | ------------------- | ------ | ------ |
| 1  | Hantan (rivière)    | 한탄강 | 漢灘江 |
| 2  | Imjin (rivière)     | 임진강 | 臨津江 |
| 3  | Soyang (rivière)    | 소양강 | 昭陽江 |
| 4  | Hongcheon (rivière) | 홍천강 | 洪川江 |
| 5  | Bukhan (rivière)    | 북한강 | 北漢江 |
| 6  | Han (fleuve)        | 한강   | 漢江   |
| 7  | Namhan (rivière)    | 남한강 | 南漢江 |
| 8  | Kum (fleuve)        | 금강   | 錦江   |
| 9  | Mangyeong (fleuve)  | 만경강 | 萬頃江 |
| 10 | Dongjin (fleuve)    | 동진강 | 東津江 |
| 11 | Yeongsan (fleuve)   | 영산강 | 榮山江 |
| 12 | Seomjin (fleuve)    | 섬진강 | 蟾津江 |
| 13 | Nakdong (fleuve)    | 낙동강 | 洛東江 |
| 14 | Geumho (rivière)    | 금호강 | 琴湖江 |
| 15 | Hwang (rivière)     | 황강   | 黃岡   |
| 16 | Nam (rivière)       | 남강   | 南江   |

## Affluents
- Hantan (rivière) (rg), affluent en Corée du Sud.

## Hydrologie
Son régime hydrologique est dit pluvial.